# سينغونيوم
سينغونيوم (الاسم العلمي: Syngonium)، هو نبات ينتمي إلى قلقاسية (فصيلة: Araceae).